# Krysa Whiteheadova
Krysa Whiteheadova (Maxomys whiteheadi) je rod hlodavce vyskytujícího se v Thajsku, Indonésii a Malajsii. Druhové jméno bylo tomuto hlodavci dáno na počest Johna Whiteheada, anglického přírodovědce, který ho našel při svých cestách po jihovýchodní Asii.

## Rozměry
Krysa Whiteheadova měří asi 10 až 15 centimetrů, ocas dále činí 9 až 13 centimetrů délky zvířete a je tedy kratší než zbytek těla. Celkově tento hlodavec váží okolo 50 gramů.

## Obživa
Krysa Whiteheadova je jako ostatní krysy všežravec, živí se však především hmyzem. Loví v noci, kdy je aktivní, a hledá potravu na lesní půdě.